# Sri-lankische Badmintonmeisterschaft 1964
Die Sri-lankische Badmintonmeisterschaft 1964 war die zwölfte Austragung der nationalen Titelkämpfe im Badminton in Sri Lanka. Sie fand in Colombo statt.

## Sieger und Finalisten
| Disziplin    | Gold                                  | Silber                            |
| ------------ | ------------------------------------- | --------------------------------- |
| Herreneinzel | L. R. Ariyananda                      | Gerry Chandrasena                 |
| Dameneinzel  | Lucky Dharmasena                      | Namal de Silva                    |
| Herrendoppel | Gerry Chandrasena A. R. L. Wijesekera | V. Veeraraghavan L. R. Ariyananda |
| Mixed        | Ranjit de Silva Lucky Dharmasena      | Sam Chandrasena Namal de Silva    |